# Nederlandse Federatie van Universitair Medische Centra
De Nederlandse Federatie van Universitair Medische Centra (NFU) is de belangenorganisatie van de zeven universitaire medische centra in Nederland. Ze fungeert ook als werkgeversvereniging. 

## Leden
- Amsterdam UMC
- Erasmus MC
- Leids Universitair Medisch Centrum (LUMC)
- Maastricht UMC+ (MUMC+)
- Universitair Medisch Centrum Groningen (UMCG)
- Universitair Medisch Centrum Utrecht (UMCU)
- Radboudumc